# جامع القيقان

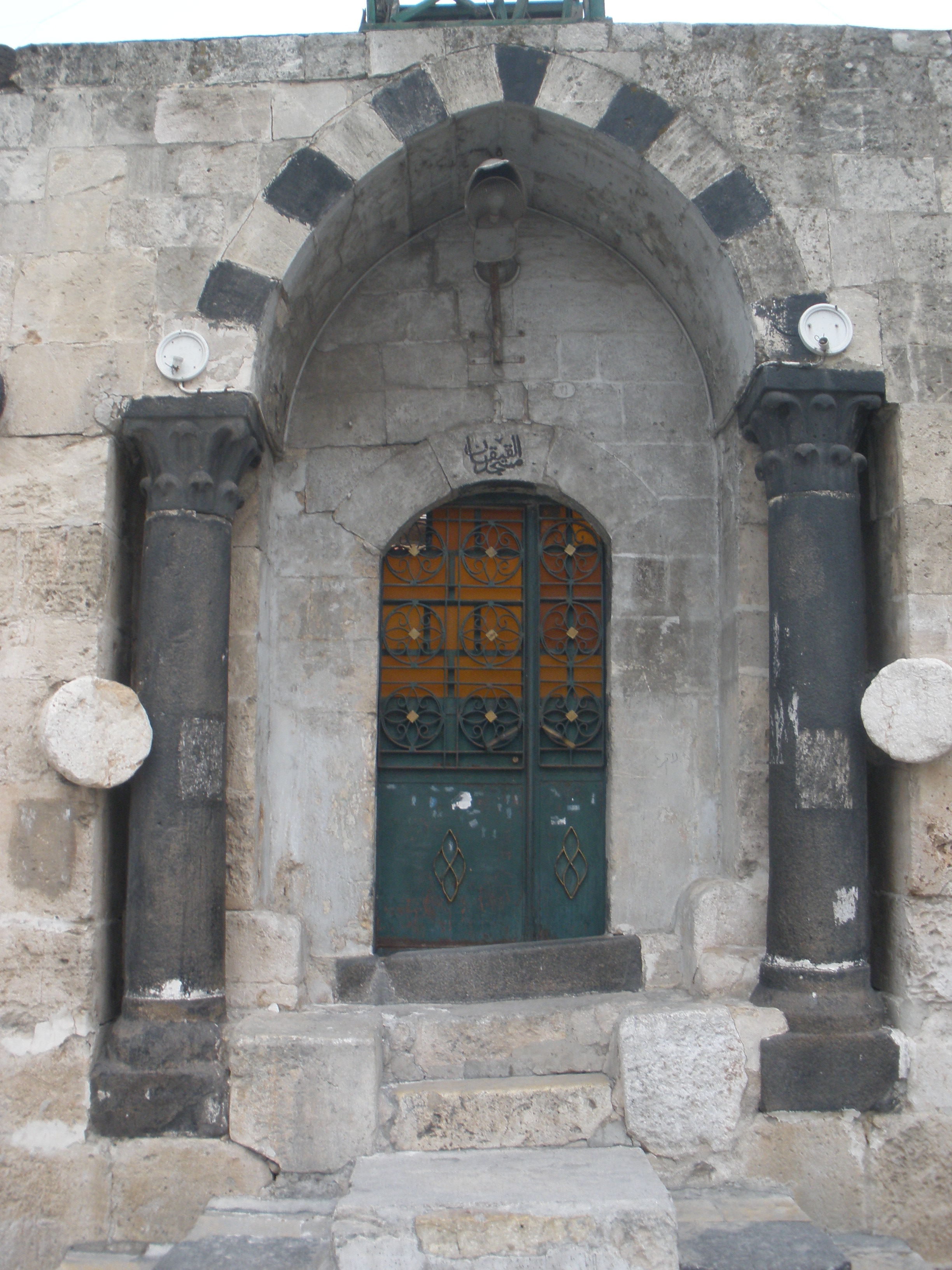
باب جامع القيقان في حلب.

جامع القيقان هو من مساجد حلب التاريخية الأثرية.
رمم الجامع عدة مرات كان آخرها في سنة 1996م.و يذكر هرتسفلد وجود كتابة على الواجهة الغربية للجامع، جاء فيها: «بتاريخ سنة خمس وعشرين وتسعمئة، أوقف المعلم جمال الدين فخر المسلمين الحاج... قانصوه، الطبقة بحسب ال...ها دمت الله، معروف بالقيقان مرحانق، قاقان مز..ل الكتاب وصرف، الأشهر بشهر/ ويُفهم من الكتابة بأنّ أحد معلمي البناء «جمال الدين» بنى كوقف غرفة عليا /طبقة/ مع دفع أجر شهرين لجامع القيقان، ويمكن إرجاع «جامع القيقان» إلى أوائل حكم المماليك حيث يذكره «ابن العجمي»».